# Gazeta Express
A Gazeta Express é um jornal publicado em Pristina, na República do Kosovo pela MediaWorks, uma nova empresa de média fundada em 2005 por um grupo de editores e jornalistas seniores com financiamento da IPKO, uma companhia privada de telecomunicações no país. O jornal é conhecido por seus editoriais distintos, bem como o maior foco dado ao jornalismo investigativo. Inicialmente, o primeiro grupo de fundadores incluía: Berat Buzhala, Petrit Selimi, Dukagjin Gorani, Ilir Mirena, Astrit Gashi, Arlinda Desku, Andrew Testa, Gjergj Filipaj, Bul Salihu, dentre outros.  O primeiro editor-chefe da Gazeta Express foi Dukagjin Gorani (2005), seguido por Berat Buzhala (2007). O primeiro CEO da empresa foi  Petrit Selimi (2005), e mais tarde precedido por Baton Haxhiu (2007) passando para Shpend Jakupi posteriormente (2010-2013). Atualmente, a CEO é Ilir Mirena.